# 桃園姜太公廟
24°56′04″N 121°16′40″E / 24.934536°N 121.277725°E
桃園姜太公廟，位於臺灣桃園市八德區，為以姜太公為太始祖的邱姓宗親所建。

## 歷史
祖籍南靖縣的八德邱姓居民以來臺祖邱如海為姜太公的八十八代子孫。桃園十二個邱姓宗親會每年輪值舉辦祭祖大典，如在八德福興里邱蓮塘祠堂舉行祭典。2011年，邱金標等邱姓宗親集資在八德區長興路360巷內興建姜太公廟，以作為聯絡宗親感情的家廟。設址於長興路360巷31弄100號。
2014年1月4日，姜太公信仰文化協會執行長邱垂境、協會理事長邱金標等人在八德長興路主持桃園姜太公廟破土典禮，包括立法院長王金平、國民黨榮譽主席吳伯雄、縣長吳志揚、縣議長邱奕勝等人士到場。2018年12月1日，1618坪的桃園姜太公廟舉辦安座大典，由桃園市長鄭文燦、藝人白冰冰等受邀見證。

## 祭祀
農曆八月初三姜太公聖誕期間，廟方會舉行祈安福植三獻法會。另外供奉文昌帝君、關聖帝君。2023年9月16日，新增月老星君、和合二仙安座。